# Liste des conseillers départementaux de la Somme de 2015 à 2021

Cantons de la Somme après les élections de 2015

Cet article dresse la liste des 46 membres du Conseil départemental de la Somme élus lors de l'élection départementale de 2015, ainsi que les changements intervenus en cours de mandature.

## Composition du conseil départemental de laSomme
À l'issue des élections départementales de 2015, l'union de la droite et du centre (UMP - UDI - DVD) obtient la majorité des sièges avec 26 élus contre 16 pour les candidats « Somme à gauche » (PS - PCF - EELV - PRG - DVG), 2 pour le Front de gauche (PCF dissidents - PG) et 2 pour le Front national.

### Assemblée départementale le 5 avril 2015
| Parti                                | Sigle | Sigle | Elus                                            | Groupe                       |
| ------------------------------------ | ----- | ----- | ----------------------------------------------- | ---------------------------- |
| Majorité (26 sièges)                 |       |       |                                                 |                              |
| Les Républicains                     |       | LR    | 9                                               | Somme droite et indépendante |
| Divers droite                        |       | DVD   | 4                                               | Somme droite et indépendante |
| Union des démocrates et indépendants |       | UDI   | 2                                               | Somme droite et indépendante |
| Union des démocrates et indépendants | 7     | UDI   | Centre et indépendants                          |                              |
| Divers droite                        |       | DVD   | Centre et indépendants                          | 4                            |
| Opposition (18 sièges)               |       |       |                                                 |                              |
| Parti socialiste                     |       | PS    | 10                                              | Somme à Gauche               |
| Parti radical de gauche              |       | PRG   | 1                                               | Somme à Gauche               |
| Parti communiste français            |       | PCF   | 3                                               | Parti communiste français    |
| Parti communiste français            | 1     | PCF   | Front de gauche, gauche solidaire et communiste |                              |
| Parti de gauche                      |       | PG    | Front de gauche, gauche solidaire et communiste | 1                            |
| Europe Écologie Les Verts            |       | EELV  | 2                                               | Élues Écologistes            |
| Opposition (2 sièges)                |       |       |                                                 |                              |
| Front national                       |       | FN    | 2                                               | Front national               |
| Président du Conseil Général         |       |       |                                                 |                              |
| Laurent Somon (LR)                   |       |       |                                                 |                              |

### Assemblée départementale actuelle
| Parti                                | Sigle | Sigle | Élus | Groupe                 |
| ------------------------------------ | ----- | ----- | ---- | ---------------------- |
| Majorité (26 sièges)                 |       |       |      |                        |
| Divers droite                        |       | DVD   | 11   | Unis pour la Somme     |
| Union des démocrates et indépendants |       | UDI   | 7    | Unis pour la Somme     |
| Les Républicains                     |       | LR    | 5    | Unis pour la Somme     |
| Les Centristes                       |       | LC    | 1    | Unis pour la Somme     |
| Agir                                 |       | Agir  | 1    | Unis pour la Somme     |
| La République en marche              |       | LREM  | 1    | Unis pour la Somme     |
| Opposition (20 sièges)               |       |       |      |                        |
| Parti socialiste                     |       | PS    | 8    | Somme à Gauche         |
| Les Radicaux de gauche               |       | LRDG  | 1    | Somme à Gauche         |
| Parti communiste français            |       | PCF   | 4    | Communiste             |
| Génération écologie                  |       | GÉ    | 2    | Pôle écologiste        |
| Génération.s                         |       | G.s   | 2    | Pôle écologiste        |
| Rassemblement national               |       | RN    | 2    | Rassemblement national |
| Divers gauche                        |       | DVG   | 1    | Non-inscrit            |
| Président du Conseil départemental   |       |       |      |                        |
| Stéphane Haussoulier (DVD)           |       |       |      |                        |

## Liste des conseillers départementaux de la Somme
| Canton              | Conseillers               | Partis | Partis                       | Groupes |
| ------------------- | ------------------------- | ------ | ---------------------------- | --- |
| Abbeville-1         | Carole Bizet              |        | LR                           | Unis pour la Somme (Somme droite et indépendante de 2015 à 2017, Perspectives et Territoires de 2017 à 2018) |
| Abbeville-1         | Stéphane Decayeux         |        | Agir (LR jusqu'en 2018)      | Unis pour la Somme (Somme droite et indépendante de 2015 à 2017, Perspectives et Territoires de 2017 à 2018) |
| Abbeville-2         | Stéphane Haussoulier      |        | DVD (LR jusqu'en 2017)       | Unis pour la Somme (Somme droite et indépendante de 2015 à 2018)                                             |
| Abbeville-2         | Sabrina Holleville-Milhat |        | DVD (LR jusqu'en 2017)       | Unis pour la Somme (Somme droite et indépendante de 2015 à 2018)                                             |
| Ailly-sur-Noye      | Pascal Bohin              |        | DVD                          | Unis pour la Somme (Somme droite et indépendante de 2015 à 2018)                                             |
| Ailly-sur-Noye      | Brigitte Lhomme           |        | DVD                          | Unis pour la Somme (Somme droite et indépendante de 2015 à 2018)                                             |
| Ailly sur Somme     | Catherine Benedini        |        | PS                           | Somme à Gauche                                                                                               |
| Ailly sur Somme     | Jean-Jacques Stoter       |        | LRDG (PRG jusqu'en 2018)     | Somme à Gauche                                                                                               |
| Albert              | Franck Beauvarlet         |        | UDI                          | Unis pour la Somme (Centre et Indépendants de 2015 à 2018)                                                   |
| Albert              | Virginie Caron-Decroix    |        | UDI                          | Unis pour la Somme (Centre et Indépendants de 2015 à 2018)                                                   |
| Amiens 1            | Claude Chaidron           |        | PCF                          | Communiste (Front de gauche, gauche solidaire et communiste de 2015 à 2020)                                  |
| Amiens 1            | Cédric Maisse             |        | DVG                          | Non inscrit                                                                                                  |
| Amiens 1            | Dolorès Esteban           |        | PCF (PG jusqu'en 2017)       | Communiste (Front de gauche, gauche solidaire et communiste de 2015 à 2020)                                  |
| Amiens 2            | Zohra Darras              |        | PS                           | Somme à Gauche                                                                                               |
| Amiens 2            | Francis Lec               |        | PS                           | Somme à Gauche                                                                                               |
| Amiens 3            | Marion Lepresle           |        | GÉ (EELV jusqu'en 2016)      | Pôle écologiste (Élues Écologistes de 2015 à 2021)                                                           |
| Amiens 3            | Jean-Claude Renaux        |        | PCF                          | Communiste (Parti communiste français de 2015 à 2020)                                                        |
| Amiens 4            | Nathalie Marchand         |        | PCF                          | Communiste (Parti communiste français de 2015 à 2020)                                                        |
| Amiens 4            | Jean-Louis Piot           |        | PS                           | Somme à Gauche                                                                                               |
| Amiens 5            | Philippe Casier           |        | G.s (PS jusqu'en 2018)       | Pôle écologiste (Somme à Gauche de 2015 à 2018, Génération.s de 2018 à 2021)                                 |
| Amiens 5            | Blandine Denis            |        | GÉ (EELV jusqu'en 2016)      | Pôle écologiste (Élues Écologistes de 2015 à 2021)                                                           |
| Amiens 6            | Hubert de Jenlis          |        | LREM (UDI jusqu'en 2018)     | Unis pour la Somme (Centre et Indépendants de 2015 à 2018)                                                   |
| Amiens 6            | France Fongueuse          |        | UDI                          | Unis pour la Somme (Centre et Indépendants de 2015 à 2018)                                                   |
| Amiens 7            | Margaux Delétré           |        | LR                           | Unis pour la Somme (Somme droite et indépendante de 2015 à 2018)                                             |
| Amiens 7            | Olivier Jardé             |        | LC (UDI jusqu'en 2017)       | Unis pour la Somme (Centre et Indépendants de 2015 à 2018)                                                   |
| Corbie              | Alex Gaffez               |        | RN                           | Rassemblement national (Front national de 2015 à 2016, Union des droites populaires de 2016 à 2018)          |
| Corbie              | Patricia Wybo             |        | RN (DLF entre 2016 et 2018)  | Rassemblement national (Front national de 2015 à 2016, Union des droites populaires de 2016 à 2018)          |
| Doullens            | Christelle Hiver          |        | DVD (UDI entre 2016 et 2019) | Unis pour la Somme (Centre et Indépendants de 2015 à 2018)                                                   |
| Doullens            | Laurent Somon             |        | LR                           | Unis pour la Somme (Somme droite et indépendante de 2015 à 2018)                                             |
| Flixecourt          | René Lognon               |        | PCF                          | Communiste (Parti communiste français de 2015 à 2020)                                                        |
| Flixecourt          | Nathalie Temmermann       |        | PS                           | Somme à Gauche                                                                                               |
| Friville-Escarbotin | Maryline Ducrocq          |        | DVD (UDI jusqu'en 2017)      | Unis pour la Somme (Somme droite et indépendante de 2015 à 2018, Non inscrite de 2019 à 2020)                |
| Friville-Escarbotin | Emmanuel Maquet           |        | LR                           | Somme droite et indépendante                                                                                 |
| Friville-Escarbotin | Emmanuel Noiret           |        | DVD                          | Unis pour la Somme (Somme droite et indépendante en 2017, Perspectives et Territoires de 2017 à 2018)        |
| Gamaches            | Delphine Damis-Fricourt   |        | G.s (PS jusqu'en 2018)       | Pôle écologiste (Somme à Gauche de 2015 à 2018, Génération.s de 2018 à 2021)                                 |
| Gamaches            | Bernard Davergne          |        | PS                           | Somme à Gauche                                                                                               |
| Gamaches            | Frédéric Delohen          |        | PS                           | Somme à Gauche                                                                                               |
| Ham                 | Antoine Bruchet           |        | DVD                          | Centre et Indépendants                                                                                       |
| Ham                 | Carole Dumont             |        | DVD                          | Centre et Indépendants                                                                                       |
| Ham                 | Didier Potel              |        | DVD                          | Unis pour la Somme (Centre et Indépendants de 2016 à 2018)                                                   |
| Ham                 | Françoise Ragueneau       |        | UDI                          | Unis pour la Somme (Centre et Indépendants de 2016 à 2018)                                                   |
| Moreuil             | Pierre Boulanger          |        | DVD                          | Unis pour la Somme (Somme droite et indépendante de 2015 à 2018)                                             |
| Moreuil             | José Sueur                |        | UDI                          | Unis pour la Somme                                                                                           |
| Moreuil             | Françoise Maille-Barbare  |        | DVD                          | Unis pour la Somme (Centre et Indépendants de 2015 à 2018)                                                   |
| Péronne             | Séverine Mordacq          |        | DVD (UDI jusqu'en 2017)      | Unis pour la Somme (Somme droite et indépendante de 2015 à 2018)                                             |
| Péronne             | Philippe Varlet           |        | LR                           | Unis pour la Somme (Somme droite et indépendante de 2015 à 2018)                                             |
| Poix-de-Picardie    | Isabelle De Waziers       |        | LR                           | Unis pour la Somme (Somme droite et indépendante de 2015 à 2018)                                             |
| Poix-de-Picardie    | Marc Dewaele              |        | DVD (UDI jusqu'en 2017)      | Unis pour la Somme (Somme droite et indépendante de 2015 à 2018)                                             |
| Roye                | Pascal Delnef             |        | PS                           | Somme à Gauche                                                                                               |
| Roye                | Catherine Quignon         |        | PS                           | Somme à Gauche                                                                                               |
| Rue                 | Claude Hertault           |        | UDI                          | Unis pour la Somme (Centre et Indépendants de 2015 à 2018)                                                   |
| Rue                 | Jocelyne Martin           |        | UDI                          | Unis pour la Somme (Centre et Indépendants de 2015 à 2018)                                                   |

## Exécutif

### 2015-2017

#### Élection du Président
| Candidats                       | Partis   | Partis   | Premier tour | Premier tour |
| Candidats                       | Partis   | Partis   | Voix         | %            |
| ------------------------------- | -------- | -------- | ------------ | ------------ |
| Laurent Somon                   |          | UMP      | 26           | 56,52        |
| Zohra Darras                    |          | PS       | 17           | 36,96        |
| Patricia Wybo                   |          | FN       | 2            | 4,35         |
| Hubert de Jenlis (non candidat) |          | UDI      | 1            | 2,17         |
|                                 |          |          |              |              |
| Inscrits                        | Inscrits | Inscrits | 46           | 100,00       |
| Exprimés                        | Exprimés | Exprimés | 46           | 100,00       |
| * président sortant             |          |          |              |              |

#### Bureau
| Titulaire | Titulaire                 | Fonction            | Compétences |
| --------- | ------------------------- | ------------------- | --- |
|           | Laurent Somon             | Président           | |
|           | Hubert de Jenlis          | 1er Vice-président  | Finances et fonctionnement du Département                                                                         |
|           | Brigitte Lhomme           | 2e Vice-présidente  | Infrastructures départementales                                                                                   |
|           | Stéphane Haussoulier      | 3e Vice-président   | Développement territorial local et de la protection de l'environnement                                            |
|           | Françoise Maille-Barbare  | 4e Vice-présidente  | Collèges et de la réussite scolaire                                                                               |
|           | Stéphane Deayeux          | 5e Vice-président   | Amélioration de l'habitat, des relations internationales, du développement économique et de la création d'emplois |
|           | Isabelle de Waziers       | 6e Vice-présidente  | Insertion et du retour à l'emploi                                                                                 |
|           | Marc Dewaele              | 7e Vice-président   | Autonomie des personnes âgées ou handicapées                                                                      |
|           | Christelle Hiver          | 8e Vice-présidente  | Personnel départemental                                                                                           |
|           | Philippe Varlet           | 9e Vice-président   | Développement des territoires lié au projet de canal Seine-Nord Europe et des NTIC                                |
|           | Virginie Caron-Decroix    | 10e Vice-présidente | Protection de l'enfance                                                                                           |
|           | Franck Beauvarlet         | 11e Vice-président  | Actions touristiques                                                                                              |
|           | Sabrina Holleville-Milhat | 12e Vice-présidente | Actions sportives et culturelles                                                                                  |

### 2017-2020
| Titulaire | Titulaire                 | Fonction            | Compétences |
| --------- | ------------------------- | ------------------- | --- |
|           | Laurent Somon             | Président           | |
|           | Christelle Hiver          | 1re vice-présidente | Finances et personnel départemental                                                                              |
|           | Stéphane Haussoulier      | 2e vice-président   | Développement territorial local et protection de l'environnement                                                 |
|           | Brigitte Lhomme           | 3e vice-présidente  | Infrastructures départementales                                                                                  |
|           | Marc Dewaele              | 4e vice-président   | Autonomie des personnes âgées ou handicapées                                                                     |
|           | Françoise Maille-Barbare  | 5e vice-présidente  | Collèges et de la réussite scolaire                                                                              |
|           | Stéphane Decayeux         | 6e vice-président   | Innovation départementale                                                                                        |
|           | Isabelle De Waziers       | 7e vice-présidente  | Insertion, retour à l'emploi et logement                                                                         |
|           | Hubert de Jenlis          | 8e vice-président   | Attractivité du territoire, développement agricole, fonctionnement du Département et du patrimoine départemental |
|           | Virginie Caron-Decroix    | 9e vice-présidente  | Prévention et protection de l'enfance et protection maternelle et infantile                                      |
|           | Philippe Varlet           | 10e vice-président  | Développement des territoires lié au projet de canal Seine-Nord Europe et NTIC                                   |
|           | Sabrina Holleville-Milhat | 11e vice-présidente | Actions sportives et culturelles                                                                                 |
|           | Franck Beauvarlet         | 12e vice-président  | Actions touristiques                                                                                             |

### 2020-2021

#### Élection du Président
| Candidats                | Partis                   | Partis                   | Premier tour | Premier tour |
| Candidats                | Partis                   | Partis                   | Voix         | %            |
| ------------------------ | ------------------------ | ------------------------ | ------------ | ------------ |
| Stéphane Haussoulier     |                          | DVD                      | 25           | 96,15        |
| Alex Gaffet              |                          | RN                       | 1            | 3,85         |
|                          |                          |                          |              |              |
| Suffrages exprimés       | Suffrages exprimés       | Suffrages exprimés       | 26           | 96,30        |
| Votes blancs             | Votes blancs             | Votes blancs             | 1            | 3,70         |
| Total                    | Total                    | Total                    | 27           | 58,70        |
| Abstention               | Abstention               | Abstention               | 19           | 41,30        |
| Inscrits / participation | Inscrits / participation | Inscrits / participation | 46           | 100,00       |

#### Bureau
| Titulaire | Titulaire                 | Fonction            | Compétences |
| --------- | ------------------------- | ------------------- | --- |
|           | Stéphane Haussoulier      | Président           | |
|           | Christelle Hiver          | 1re vice-présidente | Finances et personnel départemental                                                                              |
|           | Marc Dewaele              | 2e vice-président   | Autonomie des personnes âgées ou handicapées                                                                     |
|           | Brigitte Lhomme           | 3e vice-présidente  | Infrastructures départementales                                                                                  |
|           | Stéphane Decayeux         | 4e vice-président   | Innovation départementale                                                                                        |
|           | Françoise Maille-Barbare  | 5e vice-présidente  | Collèges et de la réussite scolaire                                                                              |
|           | Hubert de Jenlis          | 6e vice-président   | Attractivité du territoire, développement agricole, fonctionnement du département et du patrimoine départemental |
|           | Isabelle De Waziers       | 7e vice-présidente  | Insertion, retour à l'emploi, logement et Europe                                                                 |
|           | Philippe Varlet           | 8e vice-président   | Développement des territoires lié au projet de canal Seine-Nord Europe et NTIC                                   |
|           | Virginie Caron-Decroix    | 9e vice-présidente  | Prévention et protection de l'enfance et protection maternelle et infantile                                      |
|           | Franck Beauvarlet         | 10e vice-président  | Actions touristiques                                                                                             |
|           | Sabrina Holleville-Milhat | 11e vice-présidente | Actions sportives et culturelles                                                                                 |
|           | Pascal Bohin              | 12e vice-président  | Développement territorial local et de la protection de l’environnement                                           |

## Historique

### Évolution de l'assemblée départementale
|                  | Groupe | Groupe | Groupe | Groupe | Groupe | Groupe | Groupe | Groupe | Groupe | Non-inscrit |
| FG               | PCF    | ÉCO    | G.s    | SG     | C&I    | SDI    | SPT    | FN     |        | Non-inscrit |
| ---------------- | ------ | ------ | ------ | ------ | ------ | ------ | ------ | ------ | ------ | ----------- |
|                  |        |        |        |        |        |        |        |        |        | Non-inscrit |
| 1er avril 2015   | 2      | 3      | 2      | -      | 11     | 11     | 15     | -      | 2      | -           |
| 1er janvier 2016 | 2      | 3      | 2      | -      | 11     | 11     | 15     | -      | 2      | -           |
| 1er janvier 2017 | 2      | 3      | 2      | -      | 11     | 11     | 15     | -      | 2      | -           |
| 1er janvier 2018 | 2      | 3      | 2      | 2      | 9      | 11     | 12     | 3      | 2      | -           |
| 1er janvier 2019 | 2      | 3      | 2      | 2      | 9      | 26     | 26     | 26     | 2      | -           |
| 1er janvier 2020 | 5      | 5      | 2      | 2      | 9      | 25     | 25     | 25     | 2      | 1           |
| 1er janvier 2021 | 4      | 4      | 4      | 4      | 9      | 26     | 26     | 26     | 2      | 1           |
|                  | COM    | COM    | PÉ     | PÉ     | SG     | UPS    | UPS    | UPS    | RN     | Non-inscrit |
|                  |        |        |        |        |        |        |        |        |        | Non-inscrit |